# Gerd von Rundstedt
Karl von Rundstedt hay Gerd von Rundstedt (12 tháng 12 năm 1875 – 24 tháng 2 năm 1953) là một Thống chế của quân đội Đức Quốc xã trong thời Thế chiến thứ hai. Ông được cấp dưới đặt biệt hiệu "Hiệp sĩ Đen" vì tính tình trầm lặng và khả năng dùng quân mạnh bạo. Trong suốt cuộc Đại chiến, các tướng lĩnh của quân Đồng Minh trên Mặt trận phía Tây thừa nhận rộng rãi ông là vị Thống chế xuất chúng trong lực lượng Quân đội Đức Quốc xã. Ông là hiện thân của Vương quốc Phổ một thời vang lừng năm xưa, được mệnh danh là "người Phổ cuối cùng".
Ông là sĩ quan duy nhất bị Adolf Hitler cách chức và tái nhậm chức 3 lần trong cuộc thế chiến. Chính do vài bất hòa của ông với vị Lãnh tụ mà những người Đức phản kháng Hitler, nhưng không biết nhiều về Rundstedt coi ông là con người mang đầy đủ các giá trị Phổ xưa. Tuy được thăng đến quân hàm thống chế, Rundstedt thường mặc quân phục đại tá với cấp hiệu thống chế vì ông hãnh diện được trao tặng danh hiệu Đại tá danh dự của Trung đoàn bộ binh 18.

## Trước Thế chiến thứ hai
Sinh tại Aschersleben thuộc vùng Sachsen trong một gia đình quý tộc Phổ, von Rundstedt tòng quân năm 1892 và năm 1902 theo học trường võ bị sĩ quan cao cấp - trường này mỗi năm chỉ nhận 160 thí sinh và chỉ 40 người ra trường. Ông và các anh em của mình tham gia trong lực lượng Quân đội Đế chế Đức giữa lúc sĩ khí, quân thanh hừng hực vì niềm tự hào với đại thắng hiển hách trong cuộc Chiến tranh Pháp-Phổ hai mươi năm về trước. Trong thời kỳ Thế chiến thứ nhất, von Rundstedt lên đến chức thiếu tá năm 1918 và là tham mưu trưởng của sư đoàn.
Sau cuộc chiến, von Rundstedt được cử làm chỉ huy trưởng Sư đoàn 3 bộ binh vào năm 1932. Cùng năm, ông hăm dọa từ chức khi Franz von Papen ra thiết quân luật và ra lệnh cho binh sĩ của ông truy lùng người theo đảng Quốc xã tại các văn phòng chính phủ. Năm 1938 ông được cử giữ chức vụ tư lệnh Tập đoàn quân số 2 nhưng sau đó bỏ việc về hưu khi nghe tin Gestapo đổ tội oan và bắt tổng tư lệnh Lục quân Đức Werner von Fritsch. Tuy vậy, ông vẫn được bổ nhiệm vào chức vụ chỉ huy trưởng danh dự của trung đoàn bộ binh 18 với quân hàm Đại tá.

## Thế chiến thứ hai
Tháng 9 năm 1939, von Rundstedt được Adolf Hitler mời tái ngũ và công tác trong bộ chỉ huy Cụm tập đoàn quân Nam trong cuộc tấn công lấn chiếm Ba Lan. Sau đó tại Mặt trận phía Tây, ông chỉ huy 7 sư đoàn xe tăng, 3 sư đoàn mô tô cơ động, và 35 sư đoàn bộ binh, hỗ trợ cho cuộc tấn công "nắm đấm thiết giáp" của tướng Erich von Manstein xâm lăng nước Pháp.

Phác họa quân phục Đại tá danh dự Trung đoàn bộ binh 18 với cấp hiệu Thống chế của von Rundstedt.

Ngày 14 tháng 5 năm 1940, tướng Heinz Guderian kéo các sư đoàn thiết giáp sang sông Maas và tạo lỗ hổng trong trận tuyến của quân Đồng Minh. Tướng von Rundstedt sợ các binh đoàn của ông không đủ sức, kêu thêm bộ binh tiếp viện và do đó chần chờ không đánh sớm. Nhờ vậy mà quân Anh có thêm thời gian chạy thoát về Dunkerque. Kế đến, khi Dunkerque thất thủ, von Rundstedt lại ra lệnh không cho quân mình đánh rấn vào bãi biển khi quân Anh đang nhốn nháo bỏ chạy ra biển, tạo cơ hội cho đám bại binh kịp leo lên chiến thuyền chạy thoát lần nữa. Những lỗi lầm chiến thuật này làm các đồng liêu khó chịu, nhưng von Rundstedt bào chữa rằng chính Hitler muốn thế vì biết đâu khi chính phủ Anh thấy quân bại trận của mình được cho đào thoát, có thể sẽ muốn làm hòa với Đức. Tuy điều này không thể chứng minh được, việc Hitler im lặng không xử phạt von Rundstedt có lẽ là một câu trả lời.
Rundstedt muốn để dành lực lượng cơ giới tấn công miền nam và dứt điểm các căn cứ kháng cự tại Pháp nhưng Göring khuyên Hitler cho Luftwaffe thực hiện công tác này.
Von Rundstedt sau đó được thăng cấp Thống chế (Generalfeldmarschall) ngày 19 tháng 7 năm 1940 và tham gia chuẩn bị cho chiến dịch Sư tử Biển (âm mưu đổ bộ tấn công sang Anh Quốc). Khi chiến dịch bị bãi bỏ thì von Rundstedt được cử làm chỉ huy quân lực chiếm đóng vùng Tây Âu với nhiệm vụ tăng cường phòng thủ bờ biển Đại Tây Dương tại Hà Lan, Bỉ và Pháp.

### Chiến dịch Barbarossa

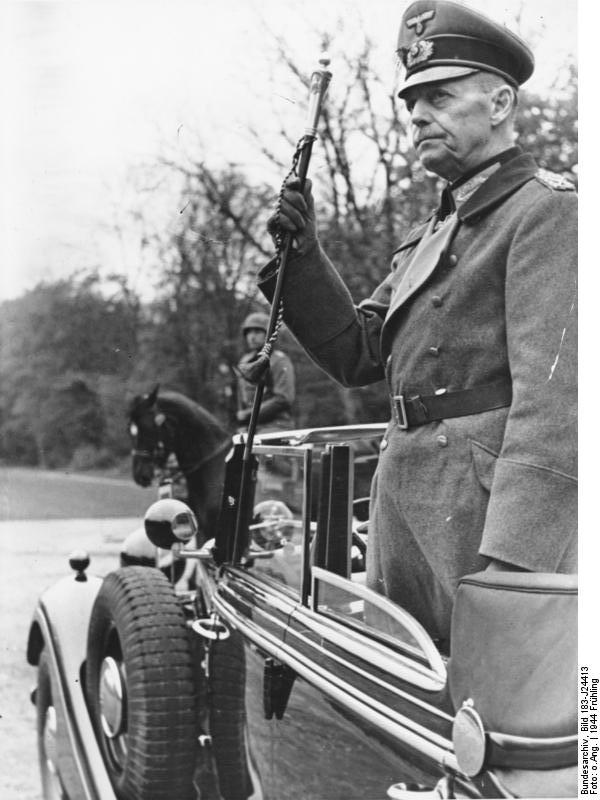
Thống chế Gerd von Rundstedt tại mặt trận phía Tây năm 1944

Tháng 6 năm 1941 von Rundstedt tham gia chiến dịch Barbarossa chỉ huy Cụm tập đoàn quân Nam gồm 52 sư đoàn bộ binh và 5 sư đoàn thiết giáp tấn công Liên Xô. Tuy lúc đầu quân của ông tiến chậm nhưng đến tháng 9 thì cánh quân này chiếm được Kiev, bắt được 65000 tù binh Nga. Sau đó von Rundstedt kéo quân đánh Kharkov và Rostov. Ông đề nghị Hitler đừng tiến quân vào mùa đông buốt giá nhưng Hitler không nghe theo lời khuyên này.
Tháng 11 von Rundstedt bị đau tim nhưng không chịu nằm viện, tiếp tục tấn công và kéo đến Rostov ngày 21 tháng 11. Khi bị quân Nga đánh bật ra, von Rundstedt xin cho lui quân. Hitler giận dữ cho tướng Walther von Reichenau lên thay thế cần quân và triệu von Rundstedt về nước.

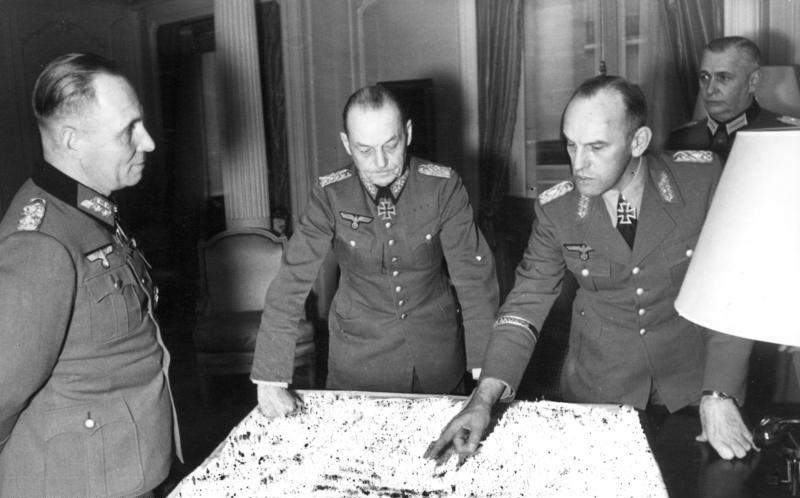
Ban tham mưu gồm tướng Rommel, von Rundstedt, Gause và Zimmermann tại Paris

### Phòng thủ Tây Âu
Hitler lại kêu von Rundstedt trở lại binh nghiệp vào tháng 3 năm 1942 và cho làm chỉ huy mặt trận phía Tây. Von Rundstedt sang Pháp nhưng làm việc khá ù lỳ. Cho đến mùa thu năm 1943 mà ông vẫn chưa làm xong các căn cứ phòng thủ dọc biển Đại Tây Dương. Khi Erwin Rommel được Hitler cử sang làm phụ tá đốc thúc thì công trình xây dựng phòng thủ mới bắt đầu tiến hành khẩn trương theo dự định.
Trong các cuộc tham mưu chống quân Đồng Minh đổ bộ, von Rundstedt cho rằng phải đặt các đoàn thiết giáp bên trong đất Pháp để có thể đem ra bất cứ chỗ nào mà quân Đồng Minh đổ bộ vào. Các tướng thiết giáp là Geyr von Schweppenberg và Heinz Guderian đồng ý. Nhưng Rommel lại chống ý kiến này, đề nghị là nên đem thiết giáp ra gần các bãi biển, chỉ cần xa hơn tầm pháo để tránh khỏi bị tàu chiến từ ngoài khơi bắn vào. Sau kinh nghiệm tại chiến cuộc Bắc Phi, Rommel nghĩ rằng máy bay của Đồng Minh sẽ không bay vào xa hơn thế. Rundstedt cho rằng Đồng Minh sẽ không đổ bộ vào Normandie vì thế chỉ nên để một ít quân thiết giáp trấn giữ khu này. Tuy vì tình thế phải nghe theo, Rommel rất áy náy khi thấy khu Normandie không được phòng thủ vững chắc.

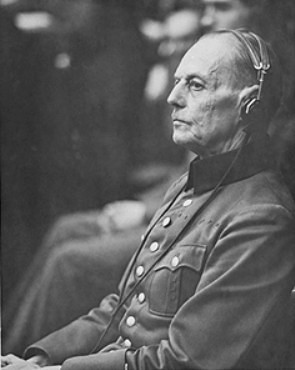
Gerd von Rundstedt nghe thông dịch trong cuộc tra vấn về tội ác chiến tranh

Ngày 6 tháng 6 năm 1944 quân Đồng Minh đổ bộ vào Normandie và quân Đức đại bại vì thiếu lực lượng phòng thủ. Thấy nguy, von Rundstedt khuyên Hitler cầu hòa với quân Đồng Minh. Hitler giận dữ, đuổi ông ra và cho thống chế Günther von Kluge thay quyền cầm quân.
Sau vụ âm mưu 20 tháng 7, von Rundstedt cùng Guderian và Wilhelm Keitel làm quan tòa của cuộc xử tội các sĩ quan trong nhóm âm mưu giết Hitler. Tóa án quân sự cách chức các sĩ quan tướng lãnh này và trao họ cho tổ chức cảnh sát. Nhiều sĩ quan sau đó bị thủ tiêu hay xử tử.
Giữa tháng 8 năm 1944, von Kluge tự tử và thống chế Walter Model lên chỉ huy Mặt trận phía Tây trong 18 ngày thì Hitler lại cho von Rundstedt lên thay. Ông nhanh chóng điều khiển binh lính và đánh thắng quân Đồng Minh trong chiến dịch Market Garden. Nhưng sau đó ông lại phủi tay không chịu tham gia cuộc tổng phản công tại Ardennes. Tháng 3 năm 1945 khi nghe được von Rundstedt tâm sự với Keitel là Đức Quốc xã nên cầu hòa với Đồng Minh thay vì ráng cầm cự vô ích, Hitler lần nữa lại đuổi von Rundstedt về vườn.

## Sau Chiến tranh thế giới thứ hai
Sau khi Berlin thất thủ, von Rundstedt bị quân Hoa Kỳ bắt vào ngày 1 tháng 5 năm 1945. Khi quân Liên Xô hỏi cung ông rằng trận đánh nào là bước ngoặt quan trọng nhất đưa đến thất bại cho Đức, họ rất bực tức vì Rundstedt trả lời là trận đánh nước Anh chứ không phải trận Stalingrad. Trong lúc bị chất vấn, ông bị đau tim và được cho về trại tù quân sự tại xứ Wales (Anh Quốc). Tại đây, ông bị truy tố là tội phạm chiếm tranh vì ông đã bắt chước tướng dưới tay là Walther von Reichenau ra lệnh tàn sát quân và dân phía địch trong cuộc chiến miền Đông Âu năm 1941, và ông có liên hệ mật thiết với đội quân đặc vụ Einsatzgruppen - một tổ chức quân đội chuyên truy lùng và tàn sát dân Do Thái. Tuy nhiên vì lý do von Rundstedt già yếu, ông không bị đem ra tòa xử. Tháng 7 năm 1948, von Rundstedt được thả và về sống tại Hannover cho đến khi chết.